# Endrosa pseudoaurita
Endrosa pseudoaurita là một loài bướm đêm thuộc phân họ Arctiinae, họ Erebidae.